# Powidl
Il powidl (o powidel, dalla ceco povidla o dal polacco powidła) è una composta di prugne. A differenza della marmellata e della Pflaumenmus (confettura di prugne tedesca), il powidl viene preparato senza aggiungere dolcificanti o agenti gelatificanti.
Il powidl viene cotto per diverse ore fino a raggiungere la necessaria consistenza e dolcezza. Le prugne devono essere raccolte il più tardi possibile, il momento ideale è dopo le prime gelate, in modo che contengano abbastanza zucchero.
In Austria e in Boemia, il powidl serve per preparare i Buchteln, la torta di powidl e i Germknödel, ma si mangia anche spalmato sul pane. Il powidl si conserva a lungo, specialmente se tenuto nei vasi tradizionali.
Per tradizione, grandi quantità di powidl come provvista per l'inverno e dolcificante naturale venivano preparate in comune alla fine dell'autunno. Poiché mescolare continuamente la composta durante la cottura era un lavoro estenuante, i membri della comunità facevano a turno e si dedicavano a lavori più leggeri tra un turno e l'altro.
La parola ceca povidla è probabilmente derivata dal verbo vít (nel ceco moderno intessere, nel ceco antico anche girare, rimestare, nel senso di «succo di frutta cotto e rimestato»). Altri studiosi la considerano una parola arcaica indoeuropea, imparentata al sanscrito pavitra «colato».